# Campionat del Món de X-Trial 2022
|  | Per al campionat del món a l'aire lliure d'aquell any, vegeu Campionat del Món de Trial 2022 |

La temporada de 2022 del Campionat del Món de X-Trial fou la 30a edició d'aquest campionat, organitzat per la FIM. El calendari oficial constava de 5 proves puntuables, celebrades entre l'11 de març i el 8 d'octubre. Dues de les proves programades es disputaren als Països Catalans: el Trial Indoor de Barcelona, disputat el 10 d'abril, i la darrera prova del calendari, el Trial Indoor d'Andorra la Vella.
Toni Bou va guanyar el setzè dels seus 19 campionats mundials indoor (a data de 2025). Bou va guanyar totes les proves puntuables menys la darrera, que va ser per a Jaime Busto, tercer classificat final per darrere del subcampió Adam Raga.

## Sistema de puntuació
L'any 2022 entrà en vigor un nou sistema de puntuació en què obtenien punts els 10 primers classificats de cada prova (en comptes dels 9 com abans), repartits d'acord amb el següent barem:
| Posició | 1  | 2  | 3  | 4 | 5 | 6 | 7 | 8 | 9 | 10 |
| Punts   | 20 | 15 | 12 | 9 | 6 | 5 | 4 | 3 | 2 | 1  |

1. ↑  +1 punt extra per al guanyador de cada volta.

## Calendari
| Ronda | Data        | Prova   | Lloc             | Guanyador   |
| ----- | ----------- | ------- | ---------------- | ----------- |
| 1     | 11 de març  | França  | Niça             | Toni Bou    |
| 2     | 25 de març  | França  | Chalon-sur-Saône | Toni Bou    |
| 3     | 2 d'abril   | Espanya | Madrid           | Toni Bou    |
| 4     | 10 d'abril  | Espanya | Barcelona        | Toni Bou    |
| 5     | 8 d'octubre | Andorra | Andorra la Vella | Jaime Busto |

## Classificació final

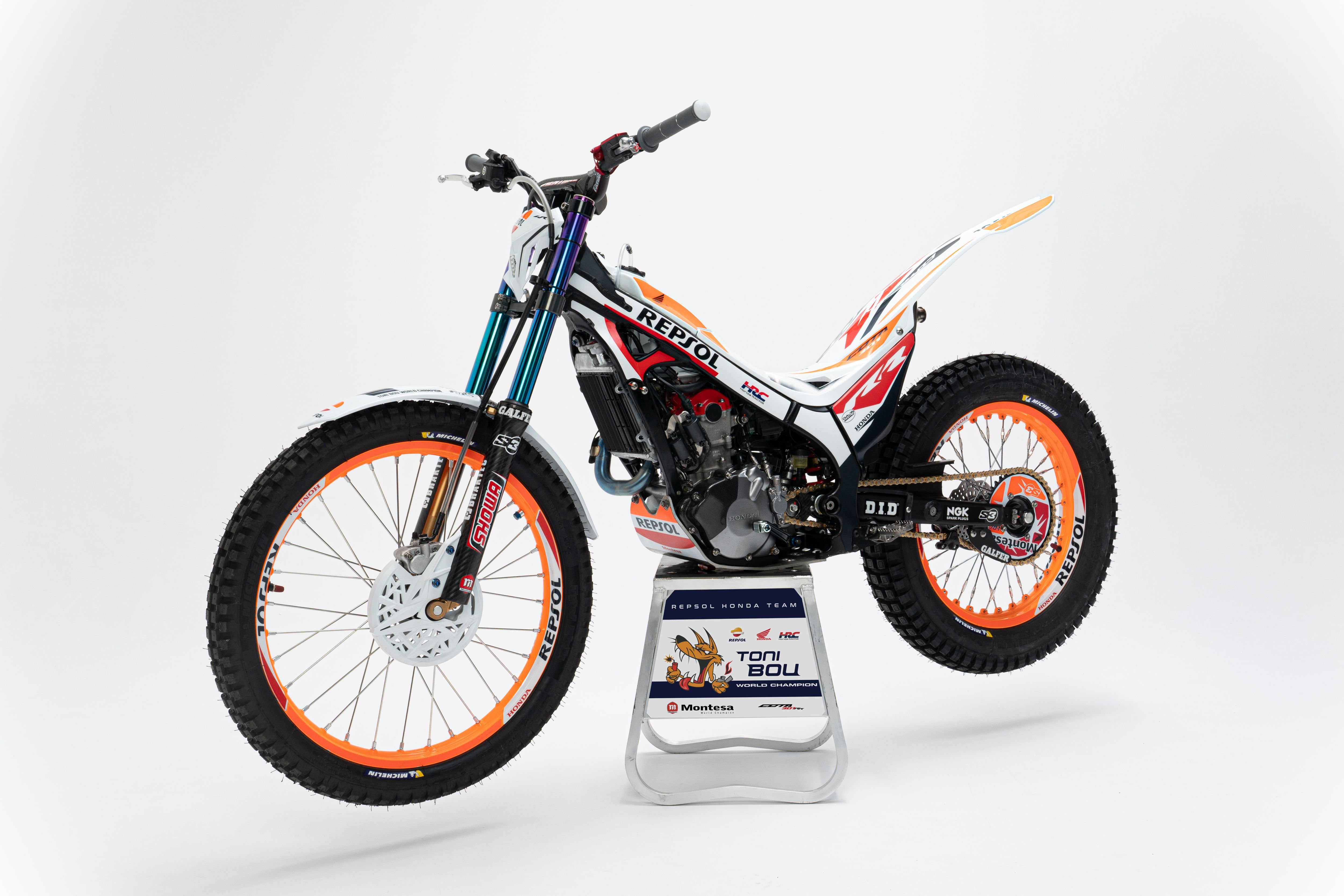
La Montesa Cota 4RT que va pilotar Toni Bou el 2022

| Posició | Pilot             | Motocicleta | Punts |
| ------- | ----------------- | ----------- | ----- |
| 1       | Toni Bou          | Montesa     | 104   |
| 2       | Adam Raga         | TRRS        | 69    |
| 3       | Jaime Busto       | Vertigo     | 51    |
| 4       | Matteo Grattarola | Beta        | 41    |
| 5       | Gabriel Marcelli  | Montesa     | 24    |
| 6       | Sondre Haga       | Beta        | 22    |
| 7       | Toby Martyn       | TRRS        | 21    |
| 8       | Benoit Bincaz     | Gas Gas     | 17    |
| 9       | Miquel Gelabert   | Gas Gas     | 4     |
| 10      | Teo Colairo       | Beta        | 1     |